# Rose Hill (Iowa)
Pour les articles homonymes, voir Rose Hill.
Rose Hill est une ville du comté de Mahaska, en Iowa, aux États-Unis. Elle est incorporée le 22 août 1876.

## Source de la traduction
- (en) Cet article est partiellement ou en totalité issu de l’article de Wikipédia en anglais intitulé « Rose Hill, Iowa » (voir la liste des auteurs).